# Gbangbégouiné-Yati
 Gbangbégouiné-Yati è una città e sottoprefettura della Costa d'Avorio appartenente al dipartimento di Man. Conta una popolazione di 10 068 abitanti (censimento 2014).